# Company B
Company B é um trio americano de dance criado pelo produtor musical Ish Ledesma. O trio, formado por Lori L., Lezlee Livrano e Susan Johnson, costumava usar vestidos em couro azul e perucas brancas. Em 1986, o single "Fascinated" se tornou um sucesso nos clubes de dança, alcançando o primeiro lugar na Billboard Hot Dance Club Songs. No início de 1987, o single chegou ao Top 30, alcançando a posição #21 na Billboard Hot 100. Além dos Estados Unidos, "Fascinated" também entrou na parada musical do Canadá, Nova Zelândia, Países Baixos e Reino Unido. Outros singles do trio, como "Full Circle", "Perfect Lover", "Jam on Me" e "Signed in Your Book of Love", obtiverem sucesso nos clubes e entraram na parada musical Hot Dance Club Songs, da Billboard (exceto por "Jam on Me"), mas não conseguiram alcançar o mesmo sucesso no mainstream que "Fascinated".

## Discografia
Álbuns de Estúdio
- 1987: Company B
- 1989: Gotta Dance
- 1996: 3